# Coenotephria mixtata
Coenotephria mixtata là một loài bướm đêm trong họ Geometridae.